# Разгуляевка
Разгуляевка — деревня в Боготольском районе Красноярского края России. Входит в состав Критовского сельсовета. Находится на левом берегу реки Кирюшка (приток реки Чулым), примерно в 18 км к северо-востоку от районного центра, города Боготол, на высоте 234 метров над уровнем моря.

## Население
| 2010 |
| ---- |
| 87   |

Гендерный состав
По данным Всероссийской переписи населения 2010 года 38 мужчин и 49 женщин из 87 чел.

## Улицы
Уличная сеть деревни состоит из одной улицы (ул. Центральная).